# Les Fous du stade
Pour plus de détails, voir Fiche technique et Distribution.
Les Fous du stade est un film français réalisé par Claude Zidi, sorti en 1972.

## Synopsis
Les Charlots sont en vacances dans un petit coin de Provence à Graveson, et les vacances ne manquent pas d'entrain : les entrées à cyclomoteur au village voisin bien remarquées, une vache qui ne cesse de faire ses petits besoins dans la tente, et un chien qui ne cherche qu'à manger le jambon suspendu. Mais quand Lucien le fils de Jules l'épicier du village a un accident pendant les préparatifs pour l'arrivée de la flamme olympique, Jules demande de l'aide aux Charlots. Délice, la fille de l'épicier qui est aimée par Gérard, va tomber amoureuse d'un beau sportif. Perdant peu à peu ses chances avec elle, Gérard fera une tentative de suicide bien sûr vouée à l'échec. Alors les Charlots montent en ville pour retrouver Délice et assister aux JO (ceux de 1976 à Paris, totalement imaginaires). Mais collectionnant les gaffes auprès des sportifs musclés qui ne vont pas tarder à leur en vouloir, ils volent des vélos aux coureurs de l'équipe de France. Or ils remporteront la course et se feront engager par le directeur de cette équipe. Multipliant les médailles d'or dans toutes les épreuves, il ne leur reste plus qu'à accomplir le marathon.

## Fiche technique
- Réalisation : Claude Zidi
- Scénario : Claude Zidi, Jacques Fansten
- Dialogues : Claude Zidi, Jacques Fansten
- Photographie : Paul Bonis
- Montage : Monique Isnardon
- Son : Jacques Gallois
- Musique : Les Charlots (arrangements et direction d'orchestre : Éric Demarsan)
- Producteur : Christian Fechner ; Bernard Artigues (administration générale)
- Sociétés de production : Les Films Christian Fechner, Renn Productions
- Effets spéciaux : Christian Bourqui, Marcel Laude
- Année : 1972
- Durée : 84 minutes
- Genre : comédie
- Date de sortie : France : 22 septembre 1972
- Sortie DVD : 2 octobre 2018 dans un coffret de 4 films des Charlots chez TF1 VIDEO
- Sortie Blu-ray : 25 juin 2025 dans un combo Blu-ray et DVD chez Pathé
- Affiche : Clément Hurel (France)

## Distribution
- Les Charlots :
  - Gérard Rinaldi : Gérard
  - Gérard Filippelli : Phil
  - Jean Sarrus : Jean
  - Jean-Guy Fechner : Jean-Guy
- Paul Préboist : Jules Lafougasse, l'épicier
- Martine Kelly : Délice, la fille de l'épicier
- Gérard Croce : Lucien Lafougasse, le fils de l'épicier
- Jacques Seiler : l'entraîneur de l'Équipe Nationale
- François Cadet : le militaire dans la 2 CV verte
- Patrick Gille : l'athlète
- Pierre Gualdi : le directeur de l'Équipe Nationale
- Aimable : lui-même (l'accordéoniste)
- Antoine : le maillot jaune du Tour de France
- Jean Eskenazi : le président des Jeux Internationaux
- Gu : le sous-préfet[2]
- Guy Lux : lui-même (commentateur sportif en blouson noir)
- Van Ness : le santonnier (?)
- Paul du Pub : (?)
- Jean Sas : lui-même (commentateur sportif à la moustache)
- Sylvio : (?)

Non crédités
- Christian Fechner : le starter du marathon
- Jacques Préboist : l'agent de police au carrefour

## Autour du film
- La fameuse "Danse du balai", interprétée à l'accordéon par Aimable dans le film, est en fait une reprise de "Paulette la reine des paupiettes", chanson des Charlots sortie en 1967.
- Le film comporte deux clins d'œil aux Bidasses en folie : Les Charlots précisent au légionnaire qui les prend en stop qu'ils ont fait l'armée et même "un peu de taule" ; l'entraîneur de l'équipe nationale, interprété par Jacques Seiler, se conduit un peu comme un sergent (qui n'est pas sans rappeler le sergent Bellec, joué par le même Jacques Seiler) afin de motiver les Charlots pour d'autres épreuves sportives.
- À noter l'apparition du chanteur Antoine en cycliste du Tour de France et celle de Christian Fechner, qui donne le départ du marathon.
- Les lieux de tournage du film sont localisés en Provence. La plupart des scènes ont été réalisées à Graveson, dans les Bouches-du-Rhône, et les scènes censées se dérouler lors des « Jeux olympiques » ont été tournées à Avignon, au stade mais aussi à Barbentane et dans les proches environs.
- Le film a rapporté en France plus de 5 744 270 entrées.
- D'après Jean-Guy Fechner, à la fois membre du quatuor et frère du producteur, le film aurait réuni plus de 50 millions d'entrées en Inde, et se classerait encore en tête du box-office indien de tous les temps, devançant même Titanic[3].
- Le film est sorti en DVD en France le 2 octobre 2018, dans un coffret 4 films (avec Les Charlots font l'Espagne, Les Charlots en délire et Les Charlots contre Dracula). Avant cela, il n'avait été édité qu'en Tchéquie en langue française.
- Après une longue attente notamment pour des questions de droits, le film est finalement sorti en combo Blu-ray/DVD le 25 juin 2025.